# Нагорська сільська рада
Наго́рська сільська рада (рос. Нагорский сельский совет) — сільське поселення у складі Притобольного району Курганської області Росії.
Адміністративний центр — село Нагорське.
Населення сільського поселення становить 1554 особи (2021; 1599 у 2010, 1763 у 2002).

## Склад
До складу сільського поселення входять:
| Населений пункт        | Населення, осіб (2002) | Населення, осіб (2010) |
| ---------------------- | ---------------------- | ---------------------- |
| Вавілкова, присілок    | 3                      | 2                      |
| Заборська, присілок    | 15                     | 9                      |
| Комишне, село          | 480                    | 398                    |
| Нагорське, село        | 659                    | 621                    |
| Нова Деревня, присілок | 126                    | 123                    |
| Утятське, село         | 480                    | 446                    |